# Gómez (Chiriquí)
Gómez es un corregimiento del distrito de Bugaba en la provincia de Chiriquí, República de Panamá.

## Datos generales
Gómez limita al norte con el corregimiento de San Andrés, al sur con los corregimientos de Aserrío de Gariché y Santo Domingo, al este con el corregimiento de Santa Marta y al oeste con el distrito de Renacimiento.
Por el corregimiento fluyen los ríos Jacú, Gariché, Bonita y Baitún, lo que contribuye con la actividad agropecuaria que realizan los moradores de sus fértiles suelos.
La localidad tiene 2.702 habitantes (2010),, repartidos en 732 viviendas. De estos, son hombres 1.441 y mujeres 1.261.
Lugares	poblados: Alto Chiriquí, Alto Jacú, Cimarrón, Gómez, Gómez Abajo, La Meseta, Las Planuras y  San Miguel y Quebrada Mayo.
Clima: Tropical húmedo (cálido).
Sitio turístico: La cueva de Portón.
Sus fértiles tierras son cultivadas en diversos rubros como : maracuya, aguacate, papaya, ají y naranjilla 

## Historia
El nombre del corregimiento proviene de Martín Gómez, quien era dueño de grandes extensiones de terreno, su latifundio se extendía desde las márgenes del río Jacú por el oeste hasta el río Gariché por el este. La frase se popularizó y era constantemente mencionada por los forasteros, por lo que se llegó a denominar la región con el apellido (Gómez) del acaudalado hacendado.
Los hermanos Julio, Crescencio y Tomás Pittí son considerados como los primeros en establecerse en Gómez Centro. En Gómez Abajo, se  señala a los también hermanos Juan Francisco, Federico, Higinio e Isaías Martínez, originarios de Tinajas de Dolega.